# بیسکا
شهر بیسکا در بخش ریویرا در ایالت تیسینودر کشور سوئیس واقع شده‌است که ۵٬۸۰۰ نفر جمعیت دارد.

## نگارخانه

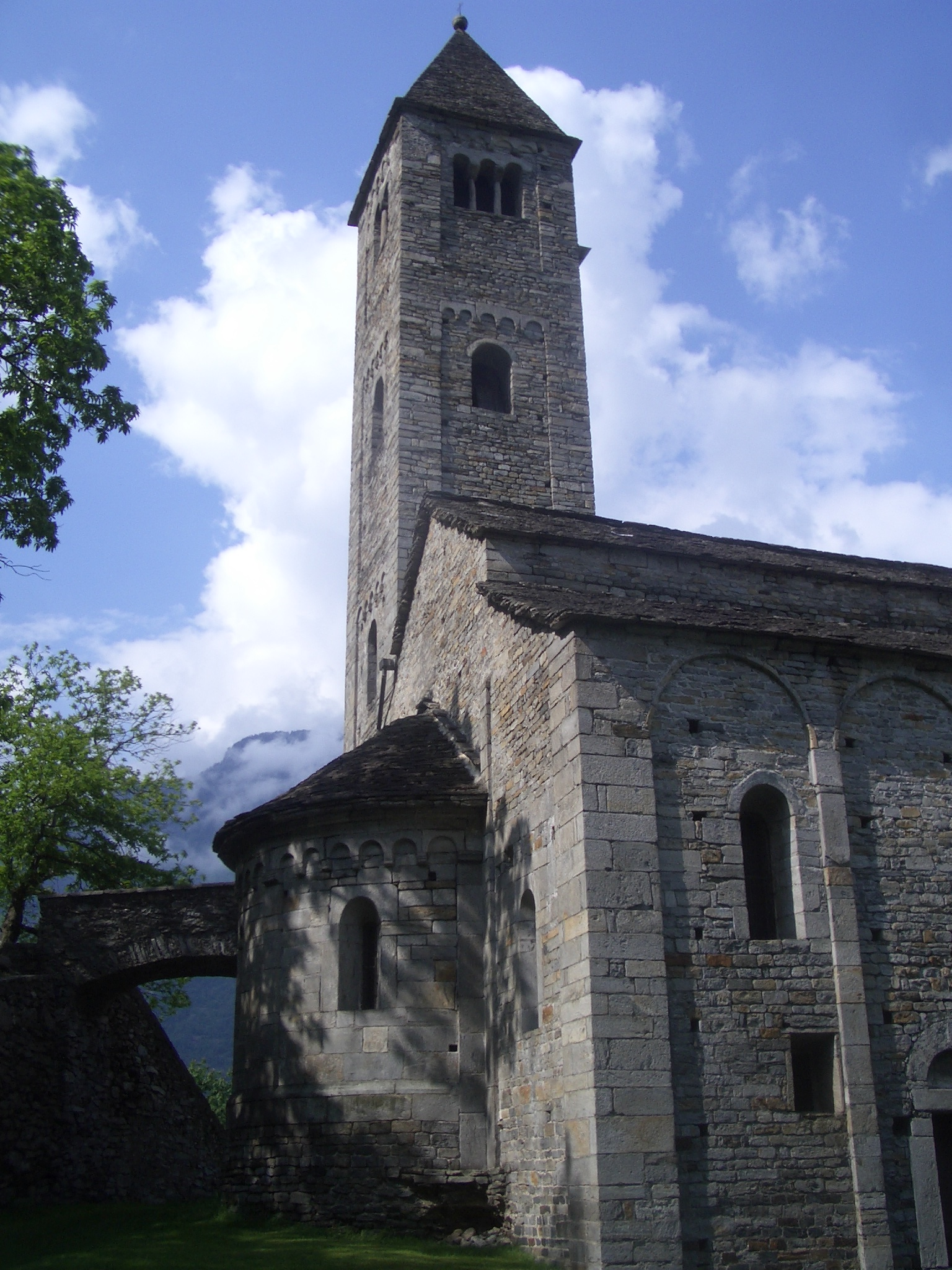
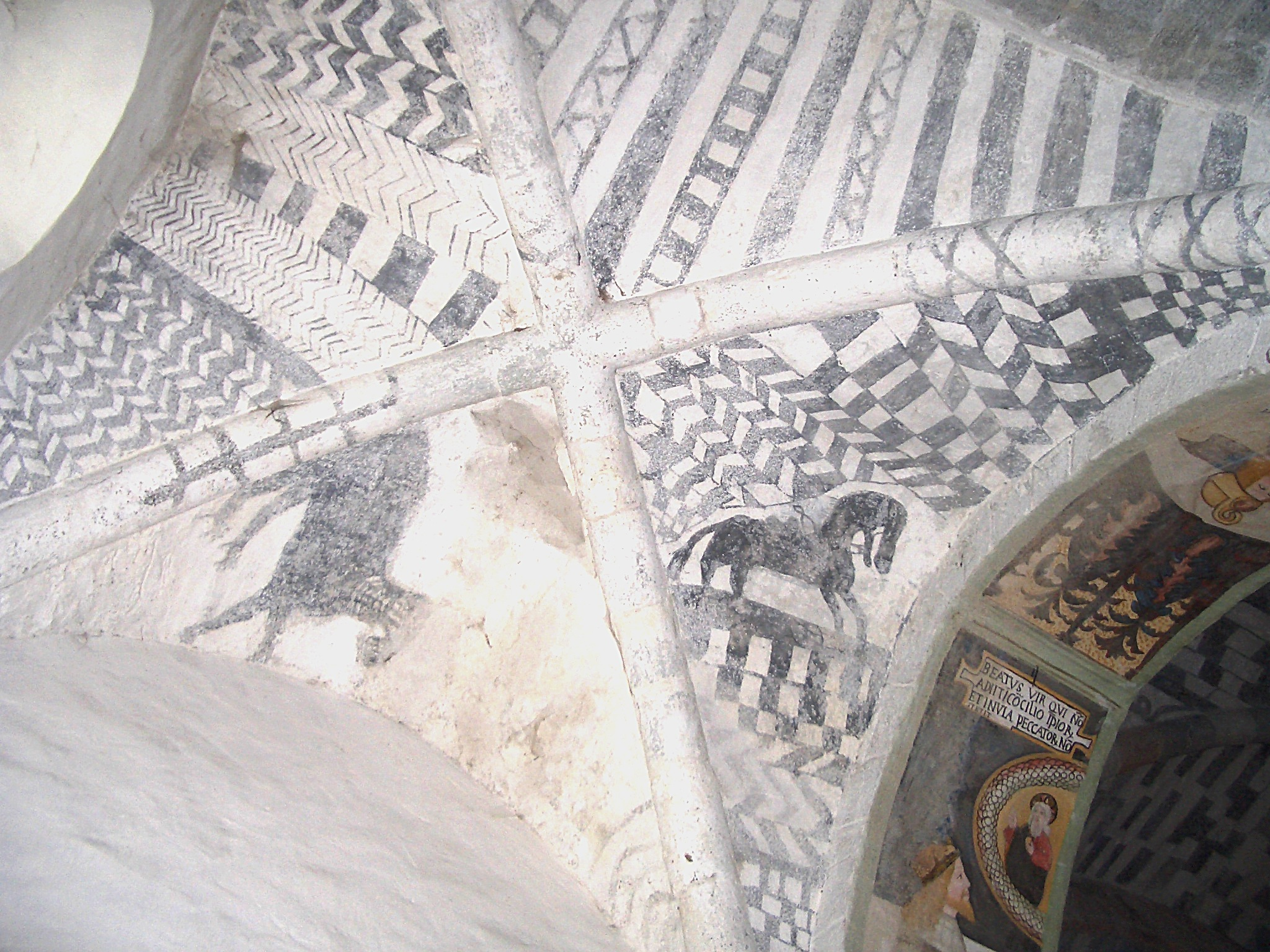
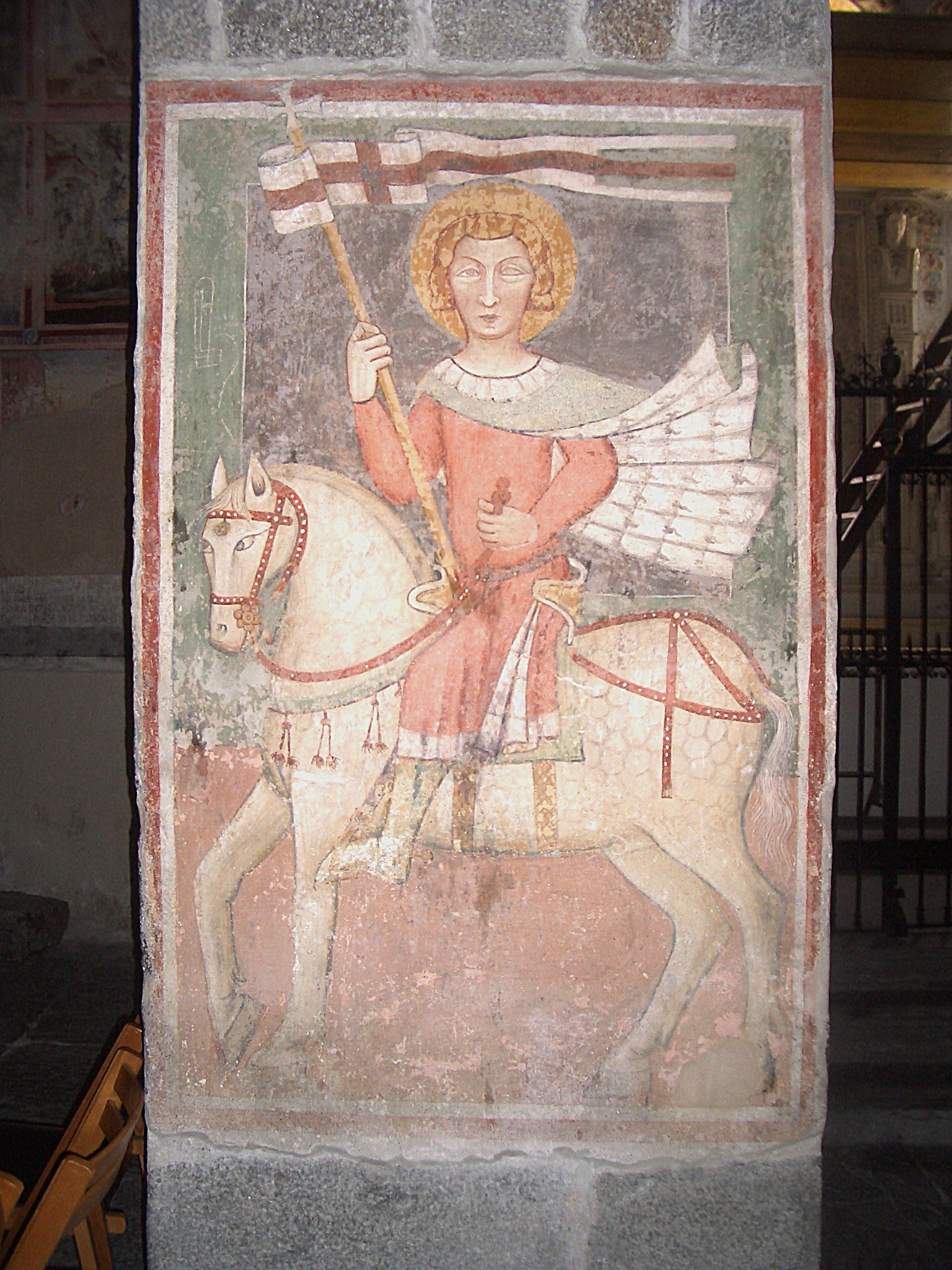
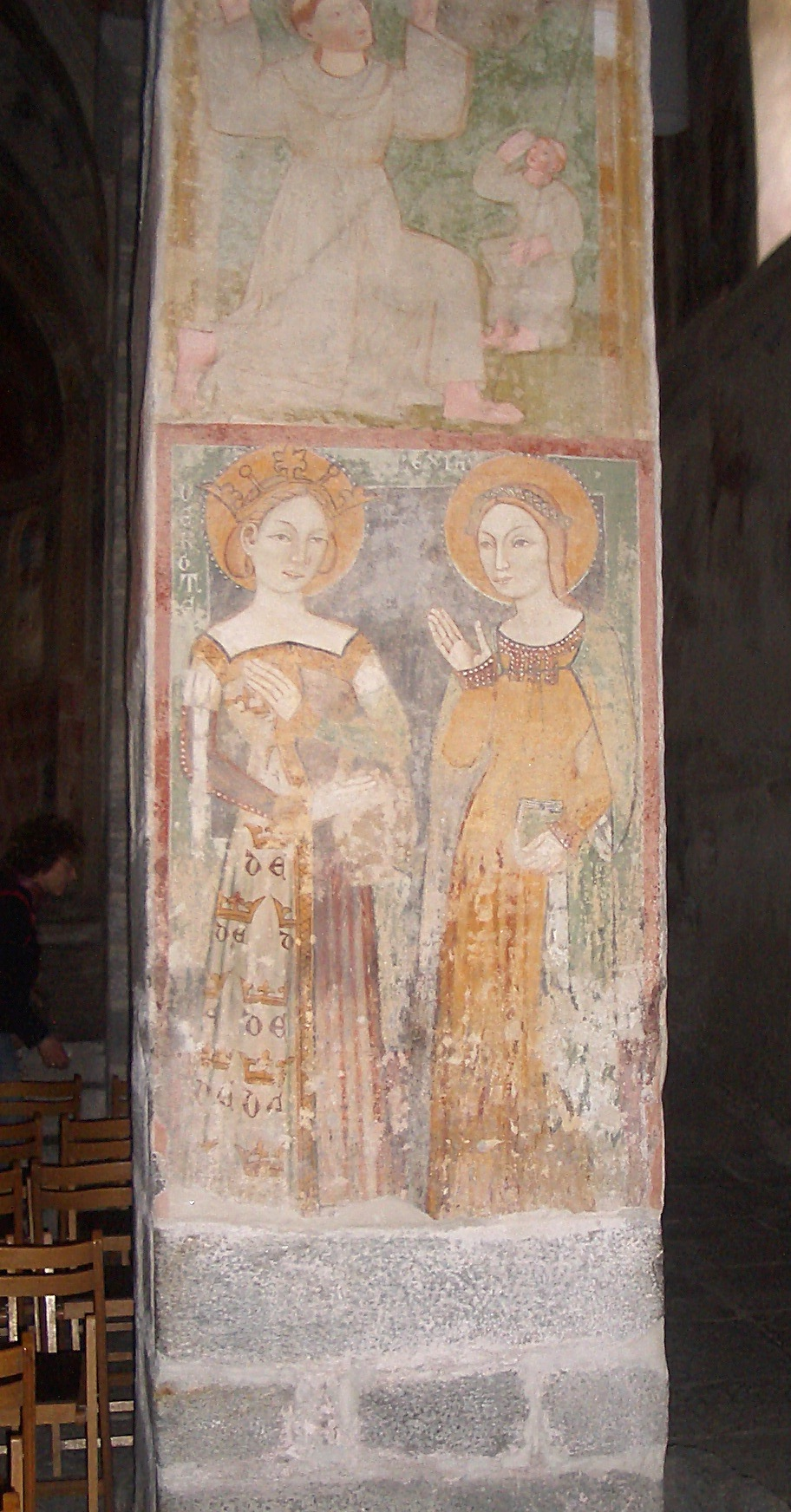